# Louis Madelin
Émile Louis Marie Madelin, född 8 maj 1871, död 18 augusti 1956, var en fransk historiker.
Madelin blev medlem av Franska Akademien 1928. Han behandlade särskilt ämnen ur franska revolutionen och Napoleontidens historia och utgav bland annat Fouché (2 band, 1901), La Rome de Napoléon (1904, svensk översättning 2 band, 1905), La révolution (1911, 6:e upplagan 1918), Danton (1914, svensk översättning 1917), La France du directoire (1922), La France de l'empire (1926), samt Les hommes de la révolution (1928). Han författade vidare kapitlet om Frankrikes politiska historia 1515-1804 i Histoire de la nation française (1924), La fronde (1931) samt flera skildringar från första världskriget, där Madelin deltog.